# Marutea Sud
Marutea és un atol situat al sud de les Tuamotu, a 1.400 km al sud-est de Tahití. S'anomena amb l'orientació sud per distingir-lo de Marutea Nord, també a les Tuamotu a la comuna de Makemo. Administrativament depèn de la comuna de les Gambier.

## Geografia
La superfície total és de 14 km², amb una llacuna de 112 km². És deshabitat i visitat ocasionalment per pescadors de perles. El 1984 va ser comprat per Robert Wan, el principal comerciant de perles negres de les Tuamotu. El 1993 es va construir un aeròdrom privat.

## Història
Va ser descobert per Pedro Fernández de Quirós, el 4 de febrer de 1606, i el va anomenar «San Telmo», «San Blas» o «Corral de Agua». Explorat per Edward Edwards, el 1791 mentre buscava els amotinats del Bounty, l'anomenà Lord Hood.